# Daniel Figueira
Daniel Alexis Leite Figueira (sinh ngày 20 tháng 7 năm 1998) là một cầu thủ bóng đá người Bồ Đào Nha thi đấu cho Vitória Guimarães B ở vị trí thủ môn.

## Sự nghiệp câu lạc bộ
Ngày 17 tháng 3 năm 2018, Figueira có màn ra mắt cho Vitória Guimarães B trong trận đấu tại LigaPro 2017–18 trước Famalicão.